# Titagarh Wagons
Titagarh Wagons Ltd., abgekürzt TWL, ist ein indischer Schienenfahrzeughersteller mit Geschäftssitz in Kolkata, der in Europa vor allem durch die Übernahme von Firema in Italien bekannt wurde.

## Geschichte
Das Unternehmen wurde 1997 von Titagarh Steels Limited (TSL), einem großen Stahlwerk in Titagarh, als selbständiges Unternehmen zum Bau von Güterwagen gegründet. 1998 erhielt TWL den ersten Auftrag zur Lieferung von gedeckten Güterwagen an Indian Railways. 2012 übernimmt TWL die Werft von TSL, die Titagarh Marine Ltd (TML), 2015 übernimmt TWL die italienische Firema.

## Aktivitäten
Das Kerngeschäft von Titagarh Wagons ist der Bau von Güterwagen und die Herstellung von Zulieferteilen wie zum Beispiel Kupplungen. Titagarh gilt als einer der größten Güterwagenhersteller Indiens. Weiter baut Titagarh elektrische Triebzüge und U-Bahn-Wagen für Indian Railways, das italienische Tochterunternehmen Titagarh Firema liefert Doppelstock-Triebzüge an Trenitalia und baut U-Bahn-Wagen und Straßenbahnen für den europäischen Markt. Die Antriebskomponenten können in den eigenen Werken hergestellt werden. 
Für die indischen Streitkräfte stellt das Unternehmen Bailey-Brücken her, baut Eisenbahnwagen für den Transport von Kampfpanzern und EMV-geschützte Stahlbaracken. Weiter hat das Unternehmen die Bewilligung zur Lieferung von anderen Produkten des Militärbedarfs wie Minenräumsysteme, Anhänger oder Kampfstofferkennungsgeräte. 
Die Werft von Titagarh baute Küstenforschungsschiffe, zwei Tanker für die Versorgung der INS Vikramaditya, den einzigen Flugzeugträger Indiens, Flusskreuzfahrtschiffe, Schlepper und Binnenschiffe.